# Walachisches Recht
Das Walachische Recht (lateinisch Jus Valachorum, Jus Valachicum oder Lex Valachorum) ist eine Form des Niederlassungsrechts von Gesellschaften im Hoheitsgebiet mittelalterlicher Gemeinschaften in Südosteuropa, das seinen Ursprung im archaischen nordgriechischen Gewohnheitsrecht hat und noch heute in einigen Regionen Anwendung findet. Das Recht entwickelte sich seit der Zeit der Völkerwanderung und fand als ein Komplex von ethnischen Normen, christlichen Lehren, Aberglaube, heidnischen und agrarpastoralen Bräuchen von Nordgriechenland bis Südpolen Verbreitung.

## Geschichte
Zur Zeit der Landnahme der Slawen auf dem Balkan boten bestehende Dorfgemeinschaften, die von der rumänischen Geschichtsschreibung bis ins 10. Jahrhundert als frei und unabhängig beschrieben werden, der Bevölkerung vor Ort die notwendige Sicherheit zum Überleben vor den die Balkanhalbinsel durchziehenden Völkern. In diesen Gemeinschaften entstand das Walachische Recht, welches das Leben der Bevölkerung ordnete. Ohne kirchliche und staatliche Instanzen entstand ein Volkschristentum, das christliche Elemente mit alten heidnischen Bräuchen verband. Diese wurden Teile des Walachischen Rechts, das über Generationen mündlich weitergereicht wurde, bis es im 17. Jahrhundert kodifiziert wurde.
Die Dorfgemeinschaften wählten ihre eigenen Führer, die Knesen, deren Funktion teilweise vererbbar war. Später sammelten sich verschiedene Knesiate in Woiwodschaften. Aus der Konzentration von mehreren Woiwodschaften entstanden im 14. Jahrhundert die Fürstentümer Walachei und Moldau. Mit der Anerkennung der Knesen durch die neuen Fürsten und Woiwoden entstand der rumänische Adelsstand der Bojaren (→ siehe auch: Universitas Valachorum).